# Décès en 1084
Décès
- 1080
- 1081
- 1082
- 1083
- 1084
- 1085
- 1086
- 1087
- 1088

Cette page dresse une liste de personnalités mortes au cours de l'année 1084 :
- 16 février : Sigefroi Ier de Mayence, abbé de Fulda puis archevêque de Mayence.
- 13 avril : Hoël II de Bretagne, duc de Bretagne,  comte de Cornouaille et de Nantes.
- 26 juin : Hermann Ier de Bamberg, évêque de Bamberg.
- 25 octobre : Geoffroy Grenonat, comte de Rennes.
- 20 novembre : Otton II de Montferrat, marquis de Montferrat.

- Aghsartan Ier de Kakhétie, roi de la dynastie bagratide de Kakhétie.
- Brien de Bretagne (en), ou Brient, noble breton.
- Ekkehard de Huysburg (en), premier abbé du monastère de Huysburg (en).
- Fujiwara no Kenshi, impératrice consort du Japon.
- Gautier Ier Giffard, seigneur normand puis anglo-normand.
- Gilla Pátraic (en), évêque de Dublin.
- Guy de Nouatre, seigneur de Nouatre.
- Halsten de Suède, roi de Suède.
- Herfast, premier chancelier de l'Angleterre normande, évêque d'Est-Anglie.
- Sanche de Uncastillo, seigneur d’Uncastillo et Sangüesa.
- Sawlu, deuxième souverain du royaume de Pagan.
- Yamankan (en), gouverneur de Pégou.

## Crédit d'auteurs
- Cet article est partiellement ou en totalité issu de l'article intitulé « 1084 » (voir la liste des auteurs).